# Philibertia volcanensis
Philibertia volcanensis là một loài thực vật có hoa trong họ La bố ma. Loài này được (T. Mey.) Goyder mô tả khoa học đầu tiên năm 2004.